# The First Scene
The First Scene é o extended play de estreia da cantora sul-coreana Yuri. Foi lançado pela SM Entertainment em 4 de outubro de 2018.

## Antecedentes
Em janeiro de 2018, após o lançamento de seu single "Always Find You" com DJ Raiden, Yuri endereçou os pedidos de seus fãs por um álbum solo no programa de rádio do SBS Power FM e declarou que "o tempo não foi certo "mas ela" sempre pensando nisso e se preparando para isso". Ela então disse que se eles estão dispostos a esperar, ela vai "liberar um a qualquer momento". Em 20 de setembro, foi anunciado que o membro Girls' Generation estava planejando fazer sua estréia solo através do lançamento de um álbum que foi posteriormente confirmado por uma fonte de sua gravadora, a SM Entertainment. O álbum foi lançado em 4 de outubro de 2018. Também foi incluída uma linha do tempo para os teasers restantes e o lançamento do álbum, juntamente com alguns detalhes sobre o EP, que conterá seis faixas, incluindo o single "Into You". A Yonhap News também informou que Yuri planejava fazer promoções ativas para o álbum.

## Composição
Tamar Herman da Billboard descreveu a faixa-título "Into You" como "uma faixa de dança rítmica com uma melodia cativante". Ela também escreveu que ao longo da música, Yuri "reproduz seu tom aéreo, vacilando entre cantos de piano e cinturões dramáticos sobre sintonizadores zumbindo quando ela puxa para trás e solta, deixando seus vocais se misturarem com batidas pulsantes e estrondosas, e um só peculiaridades, como o som de estourar de uma garrafa de champanhe sendo aberta, para criar uma paisagem sonora de uma noite de sonho". Em seu showcase em 4 de outubro, Yuri revelou que a música de estréia de Girls' Generation-Oh!GG, "Lil' Touch", que foi lançado no mês anterior e do qual Yuri também fazia parte, foi uma das duas opções para seu primeiro single, mas a empresa finalmente escolheu "Into You" porque "Lil' Touch" era mais rápido e mais adequado para um grupo.
Herman caracterizou a segunda faixa "Illusion" como uma faixa de dance, "C'est La Vie!", como uma faixa retro pop, "Butterfly" como uma música pop suave e "Chapter 2" como uma música pop e balada.

## Promoção
Yuri realizou um showcase em Seul em 4 de outubro de 2018, que foi transmitido ao vivo através do aplicativo V Live. Lá, a cantora tocou o single "Into You" ao vivo pela primeira vez, junto com outra faixa do álbum, "Illusion". Ela também discutiu seus preparativos para o álbum. Yuri teve sua estréia no programa musical Music Bank em 5 de outubro de 2018, tocando "Into You" e "Illusion".

## Lista de faixas
| N.º            | Título                            | Letras             | Música                                                                      | Arranjo                                                  | Duração |  |
| 1.             | "Into You" (빠져 가)              | 1월 8일            | Leon Paul Palmen Jihad Rahmouni                                             | Leon Paul Palmen Jihad Rahmouni                          | 3:06    |  |
| 2.             | "Illusion" (꿈)                   | Jang Jeong-won     | Dakarai Gwitira Tyler Shamy Trevor Klaiman Kaitlyn Olson                    | Dakarai Gwitira Tyler Shamy Trevor Klaiman Kaitlyn Olson | 3:47    |  |
| 3.             | "C'est La Vie! (That’s LIFE!)"    | danke Kim Tae-hyun | Curtis Richardson Adien Lewis Ruby Prophet Emmanuel Freeman Giovanny Hooper | Adien Lewis Ruby Prophet Silent-Man Givano               | 3:57    |  |
| 4.             | "Butterfly"                       | Song Ji-eum        | Daniel Obi Klein Charlie Taft Andreas Oberg                                 | Daniel Obi Klein Charlie Taft Andreas Oberg              | 2:49    |  |
| 5.             | "Chapter 2"                       | Jo Yoon-kyung      | Mick Lee Jeppe Reil Thomas Reil Freya Goddard Ryan S. Jhun                  | Jeppe Reil Thomas Reil Ryan S. Jhun                      | 3:46    |  |
| 6.             | "Ending Credit (To be continued)" | Lee Seu-ran        | Maria Marcus Laila Samuelsen                                                | Maria Marcus                                             | 3:17    |  |
| Duração total: | Duração total:                    | Duração total:     | Duração total:                                                              | Duração total:                                           | 19:22   |  |

## Desempenho nas paradas
| Gráfico (2018)                | Melhor posição |
| ----------------------------- | -------------- |
| Coreia do Sul (Gaon)          | 2              |
| Estados Unidos (World Albums) | 10             |

## Histórico de lançamento
| Região        | Data                 | Formato             | Gravadora               |
| ------------- | -------------------- | ------------------- | ----------------------- |
| Coreia do Sul | 4 de outubro de 2018 | CD Download Digital | SM Entertainment IRIVER |
| Mundialmente  | 4 de outubro de 2018 | SM Entertainment    | Download Digital        |